# 濱本光治
濱本 光治（はまもと みつはる、1956年 - ）は、日本の女子野球指導者。現在、全国大学女子硬式野球連盟理事長。

## 概要
1956年、広島県呉市生まれ。崇徳高等学校在学中は野球部に所属しており、同校を卒業後は、千葉商科大学に進学。在学時は日本傅拳法道部在籍。1978年に大学を卒業後、埼玉県にある学校法人佐藤栄学園の埼玉栄高等学校に教諭として奉職し、同校の硬式野球部コーチに就任。1982年に、新設の花咲徳栄高等学校の開校に伴って異動し、初代硬式野球部監督を務める。その後、空手道部監督を経て2001年、女子硬式野球部監督に就任。2007年から平成国際大学女子硬式野球部監督に就任。2016年に定年退職。現在は、一般社団法人全日本女子野球連盟副会長、全国高等学校女子硬式野球連盟代表理事、全国大学女子硬式野球連盟理事長、日本ティーボール協会評議員、日本野球科学研究会会員、女子硬式野球を愛する会会長などを歴任。現在、埼玉県加須市在住。

## 主な教え子
- 高島知美
- 小久保志乃

## 著書
- 女子硬式野球物語サクラ咲ク　2 ISBN 9784344915039 幻冬舎 2017年2月
- 花咲くベースボール―女子硬式野球物語 ISBN 9784344974937 幻冬舎  2016年7月